# HR 465
Désignations
HR 465, également désignée GY Andromedae (en abrégé GY And), est une étoile variable de type α2 Canum Venaticorum de la constellation d'Andromède. Sa luminosité varie entre les magnitudes 6,27 et 6,41. Il s'agit d'une étoile dite « chimiquement particulière » (CP, pour Chemically Peculiar en anglais) en raison de la surabondance du prométhium dans son spectre d'absorption. C'est également une binaire spectroscopique avec une période de près de 273 jours et une excentricité de 0,47. Par ailleurs, la variation périodique de son champ magnétique a été relevée dès 1983, sur une période de 23,3 ans. D'après la mesure de sa parallaxe annuelle par le satellite Gaia, le système est situé à environ ∼ 460 a.l. (∼ 141 pc) de la Terre.